# ロベルト・ルッサー
ロベルト・ルッサー（Robert Lusser 、1899年4月19日 - 1969年1月19日）は、ドイツの航空機技術者、パイロットである。ルッサーは第二次世界大戦中の有名な数機種の航空機の設計と複雑なシステムに於ける信頼性の法則の研究で知られている。

## 履歴

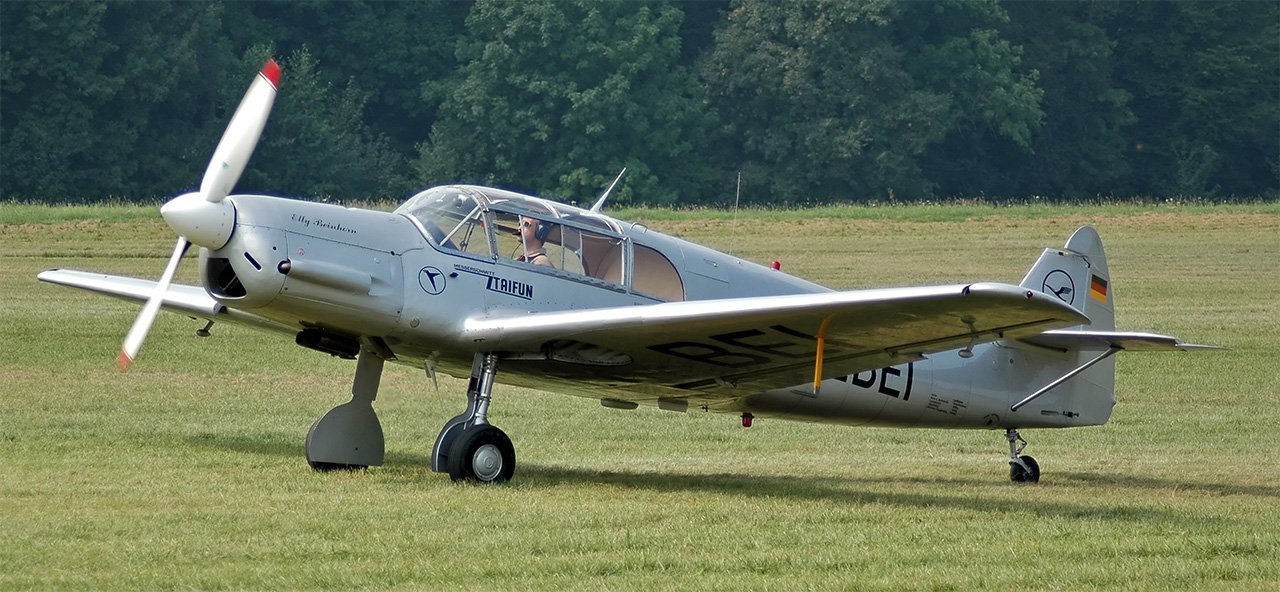
メッサーシュミット Bf 108

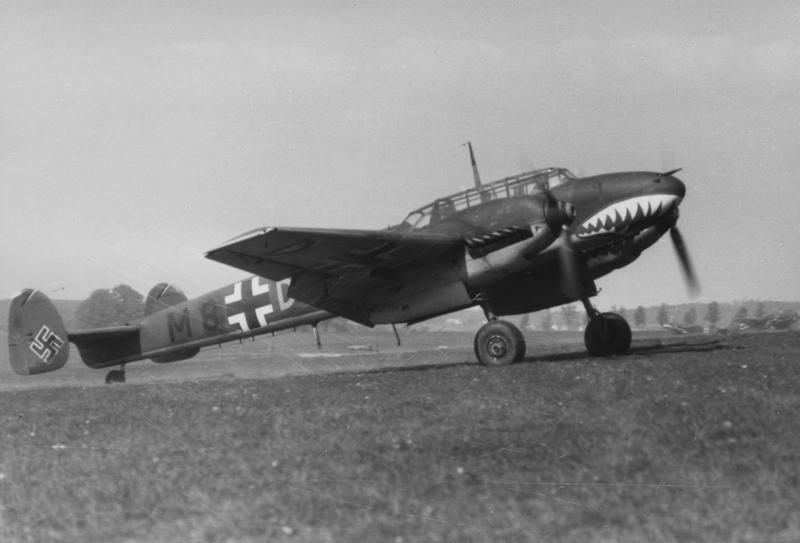
メッサーシュミット Bf 110

ロベルト・ルッサーは1899年4月19日にウルムで生まれ、パイロットとしては1928年にフランスで開催された国際軽飛行機競技会で優勝、その後に全4回開催された国際航空連盟（FAI）の国際ツーリング機競技会（FAI International Tourist Plane Contests）の内3回にクレム機に搭乗して出場し、1929年度大会で4位、1930年度大会で13位、1932年度大会で10位という出場した全3回で優秀な成績を収めた。
ルッサーは最初にクレム社とハインケル社に勤め、その後新しく再発足したバイエルン航空機製造（Bayerische Flugzeugwerke、後のメッサーシュミット社）に1933年に入社した。そこで彼はツーリング機のメッサーシュミット M37の設計でウィリー・メッサーシュミットの手助けをした。この機体は後にメッサーシュミット Bf 108として量産に入り、この会社の最も有名となる製品であるメッサーシュミットBf109 戦闘機の基礎となった。1934年にルッサーはバイエルン航空機製造社の設計局の主任設計技師となり、メッサーシュミット Bf 110重戦闘機の開発プロジェクトの責任者となった。
ルッサーは1938年までバイエルン航空機製造社に在籍し、その後ハインケル社に戻った。ハインケル社でルッサーはHe 280とHe 219というその潜在能力を最大には発揮できなかった2機種の非常に洗練された機体の設計を指導した。He 280は実機が完成した最初のジェット戦闘機であったが、ドイツ航空省（RLM）がメッサーシュミット Me262の方を好んだためやり過ごされてしまった。He 219は先進的な夜間戦闘機であったが、多くの革新的な機構を採用していたため量産するには複雑すぎるという理由で1941年8月にRLMに却下された。エルンスト・ハインケルは直ちにルッサーを馘首し、最終的に限定生産できるように簡略化した設計を再提出した。

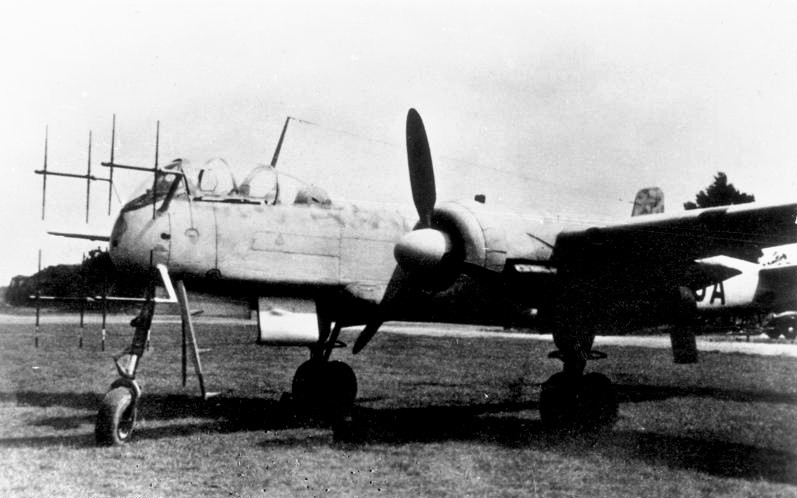
ハインケル He 219

ルッサーはハインケル社からフィーゼラー社へ移籍し、そこで当初Fi 103と命名された無人航空機の量産化に向けた仕事に関わるようになった。これはフィーゼラー社とパルスジェットを開発していたエンジン製造会社のアルグス社の共同事業であり、ルッサーはアルグス社の技術者フリッツ・ゴスラウと共に設計の改善作業に当たった。この計画は2社の主導によるもので、アルグス社は1934年という早期から着手しており1942年にエアハルト・ミルヒがその潜在能力に気付くまでは公式には僅かな興味しか持たれていなかったが、その後に高い優先度が与えられた。ナチのプロパガンダは直ぐにこの飛行爆弾をV1（Vergeltungswaffe、復讐兵器）と喧伝した。V1はヴェルナー・フォン・ブラウンの垂直発射式"V2" ロケットとの競作となり、初期の実証実験前にもかかわらずドイツ空軍はV2をより信頼性が高いと見て、双方共を生産に移行することにした。ルッサーとフォン・ブラウンはライバルであり、その後も2人の間の確執が消えることはなかった。ヴォルフスブルク近郊で量産が開始されるとルッサーは主翼の桁の長さが足りないという自分のV1飛行爆弾の設計上の重大な欠点に気がついた。しかし、戦後にルッサーはアメリカ航空宇宙局でフォン・ブラウン指揮下のチームに入り宇宙ロケット計画に携わった。

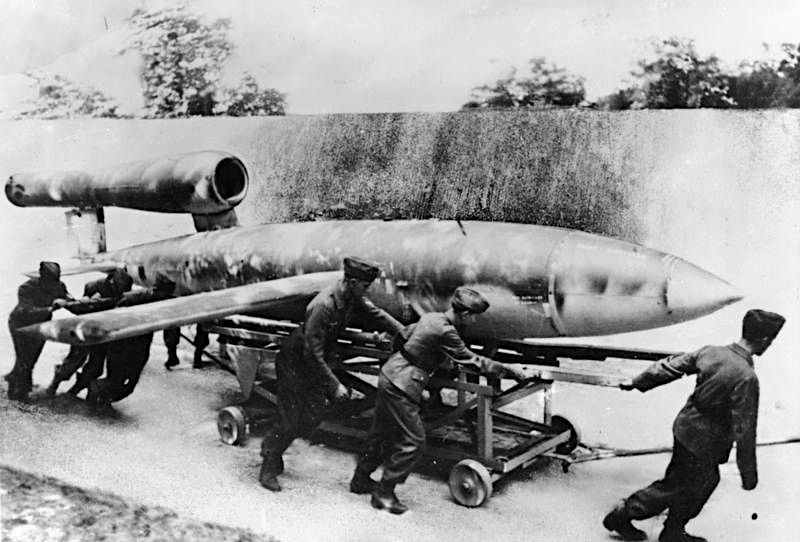
フィーゼラー Fi 103

第二次世界大戦後、多くの重要なドイツ人技術者と同様にルッサーは米国に連れて行かれ、アメリカ海軍のためにジェット推進研究所で働き、1953年にはハンツビルでフォン・ブラウンのロケット開発チームに合流した。そこでの6年間でルッサーは、各部品段階での信頼性の向上はシステム全体の信頼性の向上に寄与するということに着目した信頼性に関する法則を定義付けた。これは現在では「ルッサーの法則」として知られている。この法則の計算を基にしてルッサーは、フォン・ブラウンの月や火星へ到達するという野望は要求される宇宙船の複雑さが原因で失敗に終わる運命であると発言していた。
ルッサーは西ドイツへ、そして当時はメッサーシュミット・ベルコウ・ブローム（MBB）社となっていた古巣へ戻った。当時MBBがライセンス生産をしていたロッキード F-104の製造に適用したルッサーの信頼性の研究に基づく警鐘は、間もなく悲劇的な程に正しいと分かった。
ロベルト・ルッサーは晩年をスキーブーツの改良に費やし、1969年1月19日にミュンヘンで死去した。